# 7578 Ґеорґбом
7578 Ґеорґбом (7578 Georgböhm) — астероїд головного поясу, відкритий 22 вересня 1990 року.
Тіссеранів параметр щодо Юпітера — 3,322.